# Bologna Football Club 1909 1993-1994
Questa voce raccoglie le informazioni riguardanti il Bologna Football Club 1909 nelle competizioni ufficiali della stagione 1993-1994.

## Stagione
Il Bologna gioca il campionato di Serie C1 1993-1994. Raccoglie 58 punti piazzandosi al quinto posto.
Alcune divergenze tra Gazzoni Frascara e i soci porteranno all'esonero di Alberto Zaccheroni sostituito in panchina da Edoardo Reja. Nella primavera del 1994 un incidente stradale pone fine anzitempo alla stagione di Giuseppe Anaclerio. I felsinei chiudono la stagione regolare quarti. Il primo turno dei play-off li oppone alla SPAL, che la stagione precedente aveva condiviso coi petroniani la retrocessione dalla Serie B; la squadra ferrarese passa il turno, per poi essere sconfitta in finale dal Como.
In Coppa Italia la squadra viene eliminata al primo turno dal Padova (1-2 in casa).
In Coppa Italia Serie C nei sedicesimi di finale viene eliminato dal Montevarchi: vince all'andata per 1-0 in casa, perde al ritorno per 1-0, quindi la gara viene si conclude ai calci di rigore (4-2 per i toscani).

## Divise e sponsor
Lo sponsor di maglia è Buona Natura, mentre lo sponsor tecnico è Erreà.
| Casa | Trasferta | Terza divisa | 1ª portiere |

## Organigramma societario
Area direttiva
- Presidente: Giuseppe Gazzoni Frascara

Area tecnica
- Direttore sportivo: Eraldo Pecci
- Allenatore: Alberto Zaccheroni (1ª-12ª), poi Edoardo Reja (13ª-34ª)
- Medico: Gianni Nanni

## Rosa
| N. |                   | Ruolo | Calciatore                 |
| -- | ----------------- | ----- | -------------------------- |
|    | Italia (bandiera) | P     | Christian Bini             |
|    | Italia (bandiera) | P     | Riccardo Cervellati        |
|    | Italia (bandiera) | P     | Marco Pilato               |
|    | Italia (bandiera) | D     | Rosario Pergolizzi         |
|    | Italia (bandiera) | D     | Martino Traversa           |
|    | Italia (bandiera) | D     | Marco De Marchi (capitano) |
|    | Italia (bandiera) | D     | Giuseppe Casabianca        |
|    | Italia (bandiera) | D     | Gianluca Presicci          |
|    | Italia (bandiera) | D     | Gianluca Cesaro            |
|    | Italia (bandiera) | D     | Giacomo Murelli            |
|    | Italia (bandiera) | D     | Andrea Tarozzi             |
|    | Italia (bandiera) | D     | Emilio Affuso              |
|    | Italia (bandiera) | C     | Paolo Sacchetti            |

| N. |                   | Ruolo | Calciatore          |
| -- | ----------------- | ----- | ------------------- |
|    | Italia (bandiera) | C     | Alessandro Porro    |
|    | Italia (bandiera) | C     | Maurizio Spigarelli |
|    | Italia (bandiera) | C     | Ivano Bonetti       |
|    | Italia (bandiera) | C     | Giuseppe Campione   |
|    | Italia (bandiera) | C     | Graziano Lo Russo   |
|    | Italia (bandiera) | C     | Giuseppe Anaclerio  |
|    | Italia (bandiera) | C     | Franco Ermini       |
|    | Italia (bandiera) | C     | Carlo Troscè        |
|    | Italia (bandiera) | C     | Alvise Zago         |
|    | Italia (bandiera) | A     | Marco Negri         |
|    | Italia (bandiera) | A     | Luca Cecconi        |
|    | Italia (bandiera) | A     | Luca Pazzaglia      |

## Risultati

### Campionato

#### Girone di andata
| 12 settembre 1993 1ª giornata | Massese | 0 – 0 | Bologna |  |

| 19 settembre 1993 2ª giornata | Bologna | 2 – 0 | Palazzolo |  |

| 26 settembre 1993 3ª giornata | Pro Sesto | 2 – 0 | Bologna |  |

| 3 ottobre 1993 4ª giornata | Bologna | 2 – 1 | Spezia |  |

| 10 ottobre 1993 5ª giornata | SPAL | 1 – 1 | Bologna |  |

| 17 ottobre 1993 6ª giornata | Bologna | 2 – 2 | Chievo |  |

| 24 ottobre 1993 7ª giornata | Alessandria | 1 – 0 | Bologna |  |

| 31 ottobre 1993 8ª giornata | Bologna | 1 – 0 | Empoli |  |

| 7 novembre 1993 9ª giornata | Como | 1 – 0 | Bologna |  |

| 14 novembre 1993 10ª giornata | Bologna | 3 – 2 | Prato |  |

| 21 novembre 1993 11ª giornata | Leffe | 2 – 0 | Bologna |  |

| 28 novembre 1993 12ª giornata | Bologna | 1 – 1 | Fiorenzuola |  |

| 5 dicembre 1993 13ª giornata | Triestina | 1 – 0 | Bologna |  |

| 12 dicembre 1993 14ª giornata | Mantova | 0 – 1 | Bologna |  |

| 19 dicembre 1993 15ª giornata | Bologna | 3 – 1 | Pistoiese |  |

| 24 dicembre 1993 16ª giornata | Carrarese | 0 – 1 | Bologna |  |

| 16 gennaio 1994 17ª giornata | Bologna | 1 – 0 | Carpi |  |

#### Girone di ritorno
| 23 gennaio 1994 18ª giornata | Bologna | 4 – 0 | Massese |  |

| 30 gennaio 1994 19ª giornata | Palazzolo | 0 – 1 | Bologna | Stadio Comunale |

| 6 febbraio 1994 20ª giornata | Bologna | 5 – 1 | Pro Sesto |  |

| 13 febbraio 1994 21ª giornata | Spezia | 2 – 1 | Bologna |  |

| 20 febbraio 1994 22ª giornata | Bologna | 2 – 0 | SPAL |  |

| 6 marzo 1994 23ª giornata | Chievo | 1 – 0 | Bologna |  |

| 13 marzo 1994 24ª giornata | Bologna | 3 – 3 | Alessandria |  |

| 20 marzo 1994 25ª giornata | Empoli | 0 – 0 | Bologna |  |

| 27 marzo 1994 26ª giornata | Bologna | 0 – 1 | Como |  |

| 10 aprile 1994 27ª giornata | Prato | 1 – 1 | Bologna |  |

| 17 aprile 1994 28ª giornata | Bologna | 1 – 0 | Leffe |  |

| 24 aprile 1994 29ª giornata | Fiorenzuola | 0 – 1 | Bologna |  |

| 1º maggio 1994 30ª giornata | Bologna | 2 – 0 | Triestina |  |

| 8 maggio 1994 31ª giornata | Bologna | 1 – 0 | Mantova |  |

| 15 maggio 1994 32ª giornata | Pistoiese | 0 – 1 | Bologna |  |

| 22 maggio 1994 33ª giornata | Bologna | 0 – 1 | Carrarese |  |

| 29 maggio 1994 34ª giornata | Carpi | 1 – 0 | Bologna |  |

#### Play-off
| Arbitro: | Farina (Novi Ligure) |

|  |           |                          |
|  | Marcatori | 54’ Zamuner 81’ Olivares |

| Arbitro: | Freddi (Sassari) |

|  |           |               |
|  | Marcatori | 48’ Pazzaglia |

### Coppa Italia

#### Turni preliminari
| Arbitro: | Racalbuto (Gallarate) |

|             |           |                           |
| Cecconi 31’ | Marcatori | 44’ Simonetta 82’ Maniero |

### Coppa Italia Serie C

#### Fase a eliminazione diretta
| Arbitro: | Mandolito (Cosenza) |

|            |           |  |
| Ermini 50’ | Marcatori |  |

| Arbitro: | Fausti (Milano) |

|                                               |                      |                                                 |
| Scattini 84’                                  | Marcatori            |                                                 |
| Muoio Morbidelli Porro Scattini Carresi Berni | Tiri di rigore 5 – 3 | Cecconi Pergolizzi Presicci De Marchi Anaclerio |

## Statistiche

### Statistiche di squadra
Statistiche aggiornate al 12 giugno 1994
| Competizione         | Punti | In casa | In casa | In casa | In casa | In casa | In casa | In trasferta | In trasferta | In trasferta | In trasferta | In trasferta | In trasferta | Totale | Totale | Totale | Totale | Totale | Totale | DR  |
| Competizione         | Punti | G       | V       | N       | P       | Gf      | Gs      | G            | V            | N            | P            | Gf           | Gs           | G      | V      | N      | P      | Gf     | Gs     | DR  |
| -------------------- | ----- | ------- | ------- | ------- | ------- | ------- | ------- | ------------ | ------------ | ------------ | ------------ | ------------ | ------------ | ------ | ------ | ------ | ------ | ------ | ------ | --- |
| Serie C1             | 58    | 17      | 12      | 3       | 2       | 33      | 13      | 17           | 5            | 4            | 8            | 8            | 13           | 34     | 17     | 7      | 10     | 41     | 26     | +15 |
| Play-off             | -     | 1       | 0       | 0       | 1       | 0       | 2       | 1            | 1            | 0            | 0            | 1            | 0            | 2      | 1      | 0      | 1      | 1      | 2      | -1  |
| Coppa Italia         | -     | 1       | 0       | 0       | 1       | 1       | 2       | 0            | 0            | 0            | 0            | 0            | 0            | 1      | 0      | 0      | 1      | 1      | 2      | -1  |
| Coppa Italia Serie C | -     | 1       | 1       | 0       | 0       | 1       | 0       | 1            | 0            | 0            | 1            | 0            | 1            | 2      | 1      | 0      | 1      | 1      | 1      | 0   |
| Totale               | -     | 20      | 13      | 3       | 3       | 35      | 17      | 19           | 6            | 4            | 9            | 9            | 14           | 39     | 19     | 7      | 13     | 44     | 31     | +13 |